# Stadtbergen (Gemeinde Fürstenfeld)
Stadtbergen ist ein Teil der steirischen Stadt Fürstenfeld und ist gleichzeitig der höchstgelegene. Er besteht aus Streusiedlungen und hat 337 Einwohner (Stand 1. Jänner 2025). Die ehemalige Gemeinde Stadtbergen gehörte von 1968 bis zur Eingliederung in die Stadt Fürstenfeld zur ehemaligen Gemeinde Altenmarkt.  Diese ist heute auch Teil von Fürstenfeld.

## Verkehr
Eine Straße führt ins Zentrum von Fürstenfeld. Erst dort in der Nähe befinden sich ein Bahnhof und ein Flugplatz. Eine weitere Straße führt von Stadtbergen Richtung Ilz, wo sich die Anschlussstelle Ilz-Fürstenfeld der Süd Autobahn A 2 befindet.

### Transportunternehmen Stelzerwirt
In Stadtbergen befindet sich der Sitz des Transportunternehmens „Stelzerwirt“. Das Unternehmen wird von Peter Stelzer geleitet und ist auf Tiefbau, Teichbau, Grabenbau und Aushubarbeiten aller Art spezialisiert. Zahlreiche Baufahrzeuge fahren im Namen des genannten Unternehmens.

## Kultur und Sehenswürdigkeiten
In Stadtbergen befinden sich zahlreiche Weingärten und Buschenschenken. Aufgrund dessen ist Stadtbergen bekannt für den Verkauf von Most.

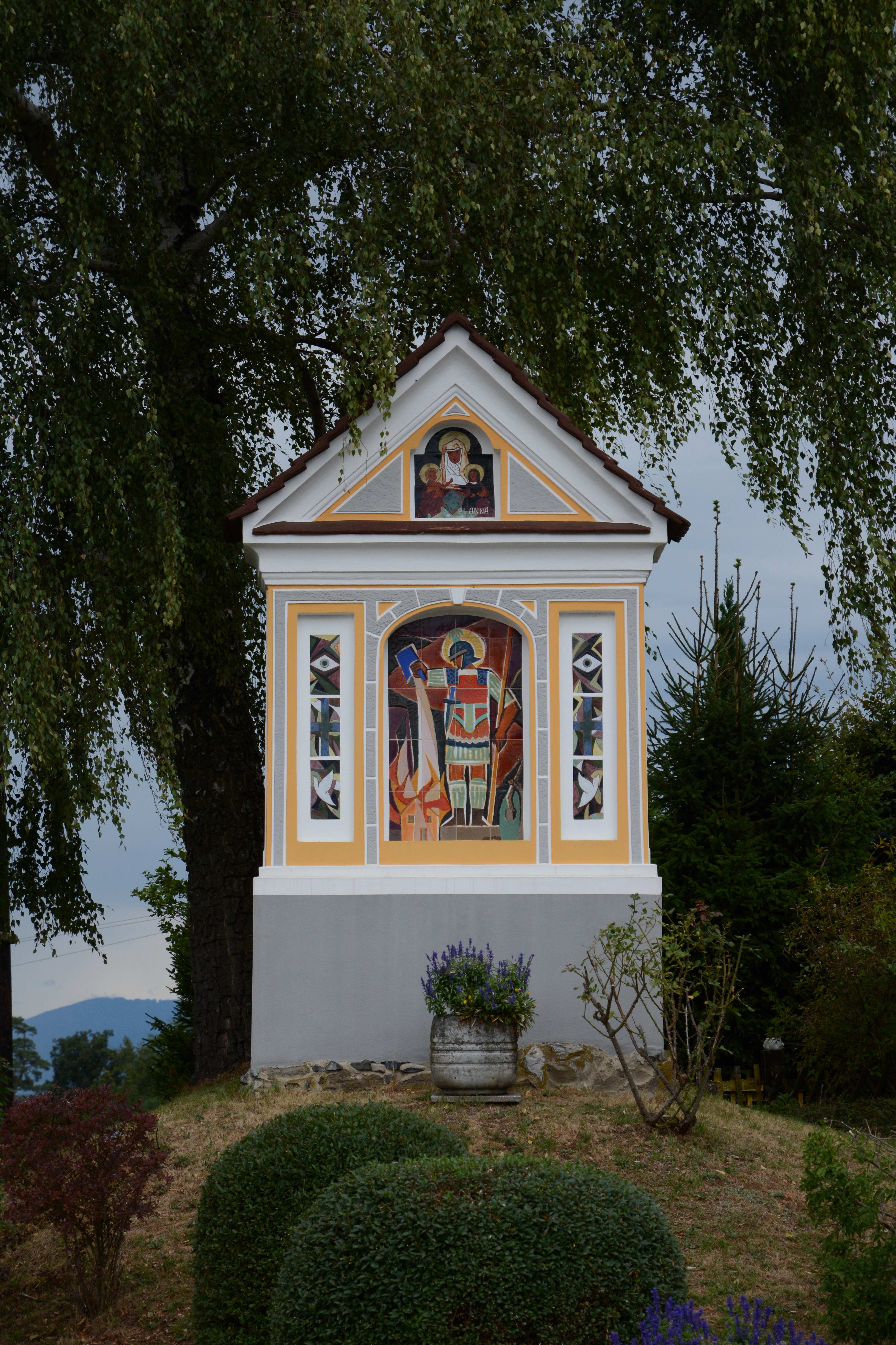
Bildstock in Stadtbergen